# Eulocastra argyrostrota
Eulocastra argyrostrota là một loài bướm đêm trong họ Noctuidae.